# Sobolewo (powiat białostocki)
Sobolewo – wieś w Polsce, położona w województwie podlaskim, w powiecie białostockim, w gminie Grabówka.
W latach 1973–1976 miejscowość znajdowała się w gminie Zaścianki, a 1976–2024 w gminie Supraśl. W latach 1975–1998 miejscowość należała administracyjnie do województwa białostockiego.

## Historia
Sobolewo to dawna wieś magnacka hrabstwa zabłudowskiego, która w końcu XVIII wieku położona była w powiecie grodzieńskim województwa trockiego Wielkiego Księstwa Litewskiego.
W latach międzywojennych posiadłość ziemską miała tu Zofia hr. Rüdiger (2614 mórg).
Według Pierwszego Powszechnego Spisu Ludności z 1921 roku wieś Sobolewo liczyła 44 domy i zamieszkiwana była przez 324 osoby (175 kobiet i 149 mężczyzn). Większość mieszkańców (245 osób) zadeklarowała wyznanie rzymskokatolickie, a pozostali (79 osób) podało wyznanie prawosławne. Jednocześnie 313 mieszkańców zgłosiło polską przynależność narodową, a 11 mieszkańców białoruską. W owym czasie Sobolewo znajdowało się w gminie Dojlidy powiatu białostockiego.
Według Narodowego Spisu Powszechnego Ludności i Mieszkań z 2021 roku liczba ludności we wsi Sobolewo to 1 952 z czego 50,7% mieszkańców stanowią kobiety, a 49,3% ludności to mężczyźni. Miejscowość zamieszkuje 11,0% mieszkańców gminy.
Do 2008 istniała też kolonia: Sobolewo (włączona do wsi).

## Edukacja
W Sobolewie znajduje się rozbudowana w 2023 roku Szkoła Podstawowa, której patronką jest Eliza Orzeszkowa. Naprzeciwko szkoły w ramach budżetu obywatelskiego w 2019 roku został otwarty Skatepark oraz Pumptrack dla miłośników jazdy na deskorolkach, rolkach, hulajnogach i rowerach.
W 2022 roku otwarty został Żłobek Samorządowy w Sobolewie, a w 2023 roku otwarto Przedszkole Samorządowe w Sobolewie.

## Komunikacja
Sobolewo jest skomunikowane z miastem Białystok linią autobusową nr 105 (Białostockiej Komunikacji Miejskiej) kursującą pomiędzy Henrykowem a centrum Białegostoku.
Przez Sobolewo przebiega droga krajową nr 65 prowadząca z Białegostoku do drogowego przejścia granicznego z Białorusią w Bobrownikach.
Na terenie miejscowości znajduje się kolejowy przystanek osobowy Kuriany z którego odjeżdżają sezonowe pociągi osobowe do Białegostoku i Walił.

## Inne
Wieś zachowała charakter dwuwyznaniowy do czasów obecnych. Rzymskokatoliccy mieszkańcy wsi przynależą do parafii pw. Świętego Krzyża w Grabówce, a prawosławni do parafii pw. św. Męczennika Pantelejmona w Zaściankach.